# Kento Yamasaki
Kento Yamasaki (山﨑 賢人, Yamasaki Kento), né le 17 décembre 1992 à Isahaya, est un coureur cycliste japonais, spécialiste de la piste. 
Il est notamment champion du monde de keirin en 2024.

## Biographie
Spécialiste du keirin au Japon, Kento Yamasaki fait ses premières apparitions au niveau international en 2021. Lors de cette saison, il participe aux mondiaux sur piste de Roubaix, où il se classe cinquième de la finale du keirin. Il est également invité à la Ligue des champions sur piste, mais n'obtient aucun résultat notable.
En 2022, il devient champion d'Asie de vitesse en battant en finale l'Indien Ronaldo Laitonjam. Il se classe également quatrième du keirin. Aux championnats d'Asie de 2023, il est médaillé de bronze de la vitesse. Lors de la saison 2024, il réalise à 31 ans sa meilleure saison. Il est d'abord double champion d'Asie sur le keirin et la vitesse par équipes, puis champion du Japon de keirin. Le 17 octobre 2024, il crée la surprise en devenant champion du monde de keirin. Il est le deuxième japonais titré dans cette discipline après Harumi Honda en 1987.

## Palmarès sur piste

### Championnats du monde
| Édition / Épreuve              | Keirin | Vitesse | Vitesse par équipes |
| Roubaix 2021                   | 5e     | 14e     | 8e                  |
| Saint-Quentin-en-Yvelines 2022 | 13e    | 23e     |                     |
| Ballerup 2024                  | Or     |         |                     |

### Championnats d'Asie
- New Delhi 2022
  -  Champion d'Asie de vitesse
- Nilai 2023
  -  Médaillé de bronze de la vitesse
- New Delhi 2024
  -  Champion d'Asie de keirin
  -  Champion d'Asie de vitesse par équipes (avec Yuta Obara et Minato Nakaishi)

### Championnats nationaux
- 2024
  -  Champion du Japon de keirin